# Juncus trigonocarpus
Juncus trigonocarpus är en tågväxtart som beskrevs av Ernst Gottlieb von Steudel. Juncus trigonocarpus ingår i släktet tåg, och familjen tågväxter. Inga underarter finns listade i Catalogue of Life.